# Biblioteca Viva
Biblioteca Viva fue un proyecto que instaló la primera biblioteca pública en el interior de un centro comercial en Chile, y a su vez, en Latinoamérica. Con el apoyo de Mall Plaza y Fundación La Fuente, diseñó, implementó y administró diez sedes de bibliotecas a lo largo del país, en diez centros comerciales de la cadena, en las comunas de Antofagasta, La Serena, Huechuraba, Cerrillos, La Florida, Puente Alto, Estación Central, San Bernardo, Talcahuano, Los Ángeles y Concepción.
Biblioteca Viva entrega la posibilidad de acceder a materiales de lectura, películas, expresiones culturales y espacios abiertos a la comunidad; acerca la lectura y la cultura a zonas que carecen de espacios adecuados para su desarrollo, según señala la fundación en su sitio web.
En enero de 2022, a través de un comunicado a sus socios y socias, el proyecto cultural anuncia su cierre definitivo en todas sus sedes, principalmente producto de la pandemia de COVID-19 y las restricciones asociadas a este. Los libros y mobiliario fueron donados a diferentes instituciones relacionadas a lo largo de Chile, y la mayoría de los contenidos conviven en el sitio web.

## Historia
Biblioteca Viva nace en enero de 2003 con la inauguración de la primera sede en Mall Plaza Vespucio en Santiago de Chile. Fue fundada y administrada por Fundación La Fuente y financiada bajo la Ley 18.905 de donaciones culturales por la misma cadena de centros comerciales Mall Plaza.
La primera biblioteca que se instala en un centro comercial en todo el mundo hispano. y la tercera en el mundo, luego de Canadá y Australia, fue inaugurada por el Ministro de Educación de la época, Sergio Bitar, el 24 de abril de 2003. Para su construcción se invirtieron 416 millones de pesos, de los cuales 236 millones fueron aportados por el centro comercial y los 180 millones restantes por empresas privadas
El nombre de Biblioteca Viva tiene que ver con un concepto de fondo: romper con la clásica biblioteca en silencio y con depósitos de libros inalcanzables para el usuario común. Y ser un espacio donde pasan muchas cosas, todos los días. La estética del espacio remite al mar, al barco que navega; los mesones ondulantes semejan olas y todo fomenta la metáfora del viaje, de la invitación a descubrir.
Tanto Biblioteca Viva como Fundación la Fuente utilizan los beneficios de la Ley 18.905 de donaciones culturales, conocida como Ley Valdés, que permite que aportes privados deriven en culturales, previa aprobación estatal. Desde sus inicios, Mall Plaza –además del espacio físico que entrega en comodato-, resuelve los requerimientos técnicos que se relacionan con el acondicionamiento del establecimiento mientras que Fundación La Fuente se dedica a diseñar el proyecto y administrarlo.
Este es un proyecto sin fines de lucro, pero que aspira a la autosustentabilidad, gracias a los ingresos de los socios y del servicio de Internet. Además, Fundación La Fuente busca auspicios en empresas externas, para apoyar la operación de cada sede.

## Extensión cultural
Biblioteca Viva ofrecía actividades culturales gratuitas a sus visitantes y socios, las que son programadas mensualmente. Estas pueden ser las siguientes:
- Ciclos de Cine
- Cuentacuentos
- Exposiciones
- Charlas y conferencias
- Presentaciones y lanzamientos de libros
- Teatro
- Talleres, entre otras.

## Bibliotecas
- Biblioteca Viva Vespucio
- Biblioteca Viva Trébol
- Biblioteca Viva Norte
- Biblioteca Viva La Serena
- Biblioteca Viva Oeste
- Biblioteca Viva Los Ángeles
- Biblioteca Viva Tobalaba
- Biblioteca Viva Antofagasta
- Biblioteca Viva Egaña
- Biblioteca Viva Sur
- Biblioteca Viva Biobío
- Biblioteca Viva Estación Central